# Kim So-eun
Kim So-eun (hangul: 김소은; hanja: 金昭誾; rr: Gim So-eun; MR: Kim Soŭn; nascida em 6 de setembro de 1989) é uma atriz sul-coreana conhecida por interpretar Chu Ga-eul no drama Boys Over Flowers.

## Filmografia

### Séries de televisão
| Ano  | Título em Inglês                | Título em Coreano | Papel                           | Emissora                  |
| ---- | ------------------------------- | ----------------- | ------------------------------- | ------------------------- |
| 2005 | Sisters of the Sea              | 자매바다          | Song Jung-hee jovem             | MBC                       |
| 2005 | Sad Love Story                  | 슬픈연가          | Park Hye-in jovem               | MBC                       |
| 2006 | Drama City "First Love"         | 드라마 시티       | Jung-hee                        | KBS2                      |
| 2007 | Chosun Police season 1          | 별순검            | Soo-hee (convidada, episódio 9) | MBC Dramanet              |
| 2009 | Empress Cheonchu                | 천추태후          | Hwangbo Soo jovem               | KBS2                      |
| 2009 | Boys Over Flowers               | 꽃보다 남자       | Chu Ga-eul                      | KBS2                      |
| 2009 | He Who Can't Marry              | 결혼 못하는 남자  | Jeong Yoo-jin                   | KBS2                      |
| 2010 | A Good Day for the Wind to Blow | 바람 불어 좋은날  | Kwon Oh-bok                     | KBS2                      |
| 2011 | A Thousand Kisses               | 천번의 입맞춤     | Woo Joo-mi                      | MBC                       |
| 2012 | Secret Angel                    | 시크릿 엔젤       | Angel L                         | Sohu.com                  |
| 2012 | Happy Ending                    | 해피엔딩          | Kim Eun-ha                      | jTBC                      |
| 2012 | Horse Doctor                    | 마의              | Princessa Sukhwi                | MBC                       |
| 2013 | After School: Lucky or Not      | 방과 후 복불복    | Kim So-eun                      | Nate Hoppin, BTV, T-store |
| 2014 | Liar Game                       | 라이어 게임       | Nam Da-jung                     | tvN                       |
| 2015 | Scholar Who Walks the Night     | 밤을 걷는 선비    | Choi Hye-ryung/ Lee Myung-hee   | MBC                       |
| 2015 | Falling for Challenge           | 도전에 반하다     | Ban Hana                        | Samsung group web drama   |
| 2018 | Evergreen                       | 그남자 오수       | Seo Yoo-ri                      | Orion Cinema Network      |

### Filmes
| Ano  | Título em Inglês    | Título em Coreano | Papel       |
| ---- | ------------------- | ----------------- | ----------- |
| 2004 | Two Guys            | 투가이즈          | bit part    |
| 2006 | Family Matters      | 모두들, 괜찮아요? |             |
| 2006 | Fly, Daddy, Fly     | 플라이대디        | Jang Da-mi  |
| 2007 | The Show Must Go On | 우아한 세계       | Hee-soo     |
| 2007 | Someone Behind You  | 두 사람이다       | Kim Ga-yeon |
| 2014 | Mourning Grave      | 소녀괴담          | Ghost girl  |
| 2014 | Entangled           | 현기증            | Kkot-nip    |
| 2015 | Sky Lantern         | 풍등              |             |

### Programas de variedades
| Ano       | Título em Inglês        | Título em Coreano         | Emissora  | Notas                  |
| --------- | ----------------------- | ------------------------- | --------- | ---------------------- |
| 2012      | Music and Lyrics        | 그 여자 작사 그 남자 작곡 | MBC Music | com Lee Junho          |
| 2013      | Glitter                 | 글리터 글리터             | KBS W     | MC com Victoria Song   |
| 2014-2015 | We Got Married Season 4 | 우리 결혼했어요 시즌4     | MBC       | com Song Jae-rim       |
| 2015      | Happy Together Season 3 | 해피투게더                | KBS       | convidada (2015.01.15) |

### Aparição em videoclipes
| Ano  | Título da Canção      | Título em Coreano | Artista(s)       | Co-estrela                   |
| ---- | --------------------- | ----------------- | ---------------- | ---------------------------- |
| 2005 | "Let's Separate"      | 헤어지자고        | Yoon Gun         |                              |
| 2005 | "Bye Bye Bye"         |                   | Monday Kiz       | Monday Kiz                   |
| 2009 | "Bodyguard"           | 보디가드          | SHINee           | Kim Bum, Boom                |
| 2009 | "Goodbye My Love"     | 잘가요 내사랑     | 8Eight           | Jeong Jinwoon, Jung Gyu-woon |
| 2012 | "First Love's Melody" | 첫사랑의 멜로디   | Acoustic Collabo | Lee Hyun-woo                 |
| 2013 | "Spring Expectation"  | 봄에게 바라는 것  | The Position     |                              |